# 李呈瑞
李呈瑞（1912年—1967年），江西兴国人。1955年被授予海军少将军衔，荣获二级八一勋章、二级独立自由勋章和一级解放勋章。1930年参加红军，历任红军兴国模范师第三团排长，红三军团政治部直属政治处组织干事，红一军团4师12团连指导员，红一军团政治部直属政治处特派员，并参加长征。抗战中任抗大政治指导员、2团政治处主任，抗大总校政治部组织部干部科科长。第二次国共内战中任冀热辽军区冀中纵队政治部组织部部长，晋察冀军区3纵7旅副政委、炮兵旅政委，华北军区炮兵政委。建国后陆军第68军政治部主任、副政委兼政治部主任、政委，志愿军第68军政委、海军航空兵部首任政委，其部曾出现故事影片《打击侵略者》、《奇袭白虎团》等的题材。1953年任战俘解释团团长并参加板门店谈判。是中国海军航空兵的创建人之一。1967年逝世。